# 马里奥纳特公司的机器人
《马里奥纳特公司的机器人》（英語：Marionettes, Inc.）是雷·布莱伯利在1949年写的科幻短篇小说，被收录在他的短篇小说集《被描绘的人》 中。《马里奥纳特公司的机器人》并不算是雷·布莱伯利的代表作，但因为被收录于施咸荣编辑的《外国现代科幻小说》(上下册，1982年初版) 里而更为中国大陆读者熟悉。在《外国现代科幻小说》里，作者的译名是雷·布拉德伯雷，同时被收录的另一部作品是1946年的《冰霜与烈火》。
这部小说的英文标题是 Marionettes, Inc.，是“提线木偶公司”的意思，指公司里的机器人是提线木偶。在《外国现代科幻小说》翻译的版本里，按音译成为“马里奥纳特公司”。
根据《外国现代科幻小说》的介绍，这部短篇小说来自1975年出版的《雷·布拉德伯雷》，但事实上这篇小说最早出现在1951年的短篇小说集《被描绘的人里。《雷·布拉德伯雷》是作者从1943年到1952年间所著的数篇短篇小说合集。